# The Best FIFA Women's Player
Il The Best FIFA Women's Player è un premio calcistico assegnato annualmente dalla FIFA, a partire dal 2016, per premiare la miglior giocatrice al mondo. Il riconoscimento nasce con lo scopo di dare continuità al FIFA Women's World Player of the Year, assegnato dal 2001 al 2015.
I voti sono dati da rappresentanti dei media, commissari tecnici e capitani delle nazionali. Nell'ottobre del 2016 è stato annunciato che sarebbe stato permesso di votare anche ai tifosi. Ciascun gruppo conta per il 25% del totale.

## Albo d'oro
| Anno | Pos                    | Giocatrice              | Squadra |
| ---- | ---------------------- | ----------------------- | ------- |
| 2016 |                        |                         |         |
| 1°   | Carli Lloyd            | Houston Dash            |         |
| 2°   | Marta                  | Rosengård               |         |
| 3°   | Melanie Behringer      | Bayern Monaco           |         |
| 2017 |                        |                         |         |
| 1°   | Lieke Martens          | Barcellona              |         |
| 2°   | Carli Lloyd            | Manchester City         |         |
| 3°   | Deyna Castellanos      | Santa Clarita Blue Heat |         |
| 2018 |                        |                         |         |
| 1°   | Marta                  | Orlando Pride           |         |
| 2°   | Dzsenifer Marozsán     | Olympique Lione         |         |
| 3°   | Ada Hegerberg          | Olympique Lione         |         |
| 2019 |                        |                         |         |
| 1°   | Megan Rapinoe          | Seattle Reign           |         |
| 2°   | Alex Morgan            | Orlando Pride           |         |
| 3°   | Lucy Bronze            | Olympique Lione         |         |
| 2020 |                        |                         |         |
| 1°   | Lucy Bronze            | Manchester City         |         |
| 2°   | Pernille Harder        | Chelsea                 |         |
| 3°   | Wendie Renard          | Olympique Lione         |         |
| 2021 |                        |                         |         |
| 1°   | Alexia Putellas        | Barcellona              |         |
| 2°   | Samantha Kerr          | Chelsea                 |         |
| 3°   | Jennifer Hermoso       | Barcellona              |         |
| 2022 |                        |                         |         |
| 1°   | Alexia Putellas        | Barcellona              |         |
| 2°   | Alex Morgan            | San Diego Wave          |         |
| 3°   | Bethany Mead           | Arsenal                 |         |
| 2023 |                        |                         |         |
| 1°   | Aitana Bonmatí         | Barcellona              |         |
| 2°   | Linda Caicedo          | Real Madrid             |         |
| 3°   | Jennifer Hermoso       | Pachuca                 |         |
| 2024 |                        |                         |         |
| 1°   | Aitana Bonmatí         | Barcellona              |         |
| 2°   | Barbra Banda           | Orlando Pride           |         |
| 3°   | Caroline Graham Hansen | Barcellona              |         |

### Annotazioni
1. ↑  Lieke Martens si trasferì al Barcellona dal Rosengård nel corso del 2017.
2. ↑  Carli Lloyd si trasferì al Manchester City dallo Houston Dash nel corso del 2017.
3. ↑  Lucy Bronze si trasferì al Manchester City dall'Olympique Lione nel corso del 2020.
4. ↑  Pernille Harder si trasferì al Chelsea dal Wolfsburg nel corso del 2020.
5. ↑  Alex Morgan si trasferì al San Diego Wave dall'Orlando Pride nel corso del 2022.
6. ↑  Linda Caicedo si trasferì al Real Madrid dal Deportivo Cali nel corso del 2023.
7. ↑  Barbra Banda si trasferì all'Orlando Pride dal Shanghai Shengli  nel corso del 2024.

### Fonti
1. ↑   Circular no. 1560 (PDF), in FIFA.com, 21 ottobre 2016. URL consultato il 24 ottobre 2016 (archiviato dall'url originale il 25 ottobre 2016).
2. ↑   The fans take centre stage, in FIFA.com, 31 ottobre 2016. URL consultato il 31 ottobre 2016 (archiviato dall'url originale il 28 novembre 2016).